# Alabama National Guard

Logo der Alabama National Guard

Die Alabama National Guard des US-Bundesstaates Alabama führt ihr Entstehen auf das Jahr 1807 zurück und ist Teil der im Jahr 1903 aufgestellten Nationalgarde der Vereinigten Staaten (akronymisiert USNG); somit auch Teil der zweiten Ebene der militärischen Reserve der Streitkräfte der Vereinigten Staaten.

## Organisation
Die Mitglieder der Nationalgarde sind freiwillig Dienst leistende Milizsoldaten, die dem Gouverneur von Alabama unterstehen. Adjutant General of Alabama ist seit 2017 Major General Sheryl E. Gordon.
Die Nationalgardeeinheiten des Staates werden auf Bundesebene vom National Guard Bureau (Arlington, VA) unter General Steven Nordhaus  koordiniert. Unter bestimmten Umständen kann mit Einverständnis des Kongresses die Bundesebene auf die Nationalgarde der Bundesstaaten zurückgreifen. Bei Einsätzen auf Bundesebene ist der Präsident der Vereinigten Staaten Commander-in-Chief.
Davon zu trennen ist die Staatsgarde, die Alabama State Defense Force (z. Z. inaktiv), die allein dem Bundesstaat verpflichtet ist.

## Geschichte
Die Alabama National Guard führt ihre Wurzeln auf die Milizverbände von Alabama des Jahres 1807 zurück. Mit dem "Alabama Militia Law of 1820" entstanden u. a. die Vorläufer des späteren 31st Cavalry Regiment. Alabama trat noch vor dem Beginn des Sezessionskrieges aus der Union aus und schloss sich den Konföderierten Staaten von Amerika an. Nach der Niederlage im Sezessionskrieg endete der Prozess der Reconstruction für Alabama am 13. Juli 1868. Seit dem Militia Act (1903) sind die Milizverbände des Bundesstaates bundesgesetzlich und institutionell eng mit der regulären Armee und Luftwaffe verbunden und leisteten ihren Dienst sowohl im Ersten und Zweiten Weltkrieg als auch im Koreakrieg. Beim Stand in the Schoolhouse Door 1961, als Gouverneur George Wallace versuchte, afroamerikanischen Studenten den Eingang zum Foster Auditorium zu versperren, wurde die Alabama National Guard von John F. Kennedy eingesetzt, um den Studenten ihre Rechte zu sichern. Seitdem steht die Alabama National Guard formal unter dem Befehl des US-Präsidenten, da die entsprechende Executive Order 1111 des Präsidenten nie aufgehoben wurde.

## Personalstärke und Einheiten
Die Alabama National Guard besteht aus den beiden Teilstreitkraftgattungen des Heeres und der Luftstreitkräfte, namentlich der Army National Guard und der Air National Guard. Die Alabama Army National Guard hatte 2023 eine Personalstärke von 9.830 die Alabama Air National Guard eine von 2.377, was eine Personalstärke von gesamt 12.207 ergibt.

### Einheiten der Alabama Army National Guard
Die wichtigsten Einheiten der Alabama Army National Guard sind:
- 167th Theater Sutainment Command
- 135th Sustainment Command (Expeditionary)
- 62nd Troop Command
- 31st Chemical, Biological, Radiological and Nuclear Brigade
- 20th Special Forces Group (Airborne)
- 111th Ordnance Group
- 226th Maneuver Enhancement Brigade
- 122nd Troop Command

### Einheiten der Alabama Air National Guard
Die Alabama Air National Guard besteht aus folgenden aktiven Einheiten:
- 117th Air Refueling Wing, Sumpter Smith Air National Guard Base in Birmingham, Alabama
- 187th Fighter Wing, Dannelly Field Air National Guard Base in Montgomery, Alabama
- 226th Combat Communications Group, Dannelly Field Air National Guard Base in Montgomery, Alabama
- 280th Special Operations Communications Squadron, Dannelly Field Air National Guard Base in Montgomery, Alabama